# Північнонімецька низовина
53°36′ пн. ш. 10°24′ сх. д. / 53.6° пн. ш. 10.4° сх. д.
Північнонімецька низовина (нім. Norddeutsches Tiefland) — один з найбільших географічних регіонів Німеччини. 
Є німецькою частиною Північноєвропейської рівнини. 
Регіон обмежений узбережжями Північного та Балтійського моря на півночі, 
Німецьким середньогір'ям на півдні, 
Нідерландами на заході та Польщею на сході.
На заході
південну межу Північнонімецької низовини утворюють Нижньосаксонське нагр'я, 
а саме: пасма Тевтобурзького лісу, Вінгебірге, Везергебірге та Нижньосаксонське Борде, що частково відокремлює її від Вестфальська низовина.
Елементи Рейнського масиву також є частиною південної межі рівнини: Айфель, Бергишес-Ланд і Зауерланд. На сході Північнонімецька рівнина поширюється за гори Гарц і Кіфгойзер далі на південь, аж до Центральної Саксонії та передгір'їв Рудних гір.

## Ландшафт, ґрунти та їх формування
Північнонімецька низовина сформувалася в епоху плейстоцену внаслідок руху скандинавського льодовикового щита, 
а також перигляціальних геоморфологічних процесів. 
Місцевість може розглядатися як частина Нижнього або Верхнього дрифту (Alt-або Jungmoräne), 
залежно від того, чи були вони утворені льодовиковими покривами останнього льодовикового періоду, 
Віслинського зледеніння. 
Рельєф поверхні варіюється від плаского до горбистого. 
Найнижчі точки - низинні болота та старі заболочені ділянки на краю суходолу на заході Шлезвіг-Гольштейну (Болото Вільдерса - 3.5 м нижче рівня моря) і на північному заході Нижньої Саксонії (Фріпсум, - 2,3 м нижче рівня моря). 
Найвищі точки можна назвати кінцевою мореною Віслинського зледеніння — на Флемінговій пустці (200 м (660 футів) над рівнем моря) та височині Гельпт 179 м).
Під час інтергляціалу (а саме середньовічний кліматичний оптимум) верхові болота виникли у західній та північній Нижній Саксонії. 
Раніше ці болота були широко поширені, але більша частина цієї місцевості тепер осушена.
Прибережні райони складаються з голоценових озерних та річкових боліт та лагун, на різних стадіях формування та вивітрювання. 
Після або під час відступу льодовиків еоловий пісок часто утворював дюни, які згодом були закріплені рослинністю.
Втручання людини спричинило появу відкритих теренів, таких як Люнебурзьке пустище, а такі заходи, як вирубка лісів та так званий плагенген (вилучення верхнього шару ґрунту для використання як добриво в інших місцях) спричинили широке збіднення грунту. 
Найродючішими ґрунтами є молоді болота (Ауен-
Веген) та райони Берде (Гільдесгайм-Берде, Магдебург-Берде з їх родючими лесовими ґрунтами). 
Болотний торф високого рівня можна знайти у найбідніших ґрунтах (Тойфельсмор). 
У лесових районах низовини знайдено найдавніші місця поселення в Німеччині (Культура лінійно-стрічкової кераміки).
Північно-східна частина рівнини є геоморфологічно чіткою і містить безліч озер 
(наприклад, озеро Мюріц на Мекленбурзькому поозер'ї), які є залишками останнього льодовикового періоду. 
Відступаючі льодовик залишив цей терен приблизно 14 000 - 11 000 років до Р.Х.. 
У порівнянні,
сухі рівнини північно-західної Німеччини (Нижня Саксонія, західний Шлезвіг-Гольштейн та область Бохум у землі Північний Рейн-Вестфалія) 
більш вивітрюються та вирівнюються, оскільки останні великомасштабні заледеніння тут відбулися щонайменше 130 000 років тому.
Регіон дренується річками, що впадають у Північне або Балтійське море та є притоками річки Рейн, що тече на захід. 
Рейн, Емс, Везер, Ельба та Гавел є найважливішими річками, що дренують Північнонімецьку низовину. 
Лише невелика територія Північнонімецької низовини є сточищем річок Одер та Нейссе, що впадають у Балтійське море.

## Клімат і рослинність
Узбережжя Північного моря та прилеглі прибережні райони Східно- та Північно-Фризьких островів характеризуються морським кліматом. 
На південь від узбережжя широка смуга морського та підморського клімату простягається від східного узбережжя Шлезвіг-Гольштейну до західного краю Центральної височини.
На південному сході та сході клімат стає дедалі субконтинентальним: характеризується різницею температур між літом та зимою, яка поступово зростає чим далі від океану. 
Місцевий,
сухіший континентальний клімат можна побачити у дощовій тіні Гарца та від деяких менших нагір’їв. 
Особливий мікроклімат зустрічається на болотах і пустищах, і, наприклад, у Альтес-Ланд поблизу Гамбурга,
який характеризується порівняно помірними температурами протягом усього року через близькість Північного моря та нижньої течії річки Ельби, що забезпечує відмінні умови для виробництва фруктів.
Азональні рослинні комплекси з боліт, прибережних лісів, пагорбів та водойм спочатку простягалися вздовж річок Емс, Везер, Ельба, Гавел та Шпреє.
У припливних зонах узбережжя Північного моря постійно існували марші, вати та приливні плавні у лиманах. Вважають, що природною рослинністю Північнонімецької низовини був ліс, сформований головним чином домінуючим видом європейського бука.

## Природні регіони
* D01 Мекленбурзька прибережна низовина
* D02 Північно-східна Мекленбурзька низовина (включаючі Щецинську затоку)
* D03 Внутришні райони Мекленбурзького поозер'я
* D04 Мекленбурзьке поозер'є
* D05 Північно-Бранденбурзьке плато і височина
* D06 Східно-Бранденбурзьке плато
* D07 Долина Одеру
* D08 Басейн Лужиці та Шпреевальд
* D09 Середньоельбійська рівнина
* D10 Рівнина Ельба-Мульде
* D11 Флемінгова пустка
* D12 Бранденбурзька пустка та Поозер'є
* D13 Лужицька височина
* D14 Верхня Лужиця
* D21 Марші Шлезвіг-Гольштейну
* D22 Гіст Шлезвіг-Гольштейну (older moraines above marsh level)
* D23 Моренні височини Шлезвіг-Гольштейну (more recent moraines)
* D24 Нижньоельбські марші
* D25 Марші Емса та Весеру
* D26 Східнофризький гіст
* D27 Гіст Штаде
* D28 Люнебурзька пустка
* D29 Вендланд та Альтмарк
* D30 Гіст Дюммера та Емс-Гунте
* D31 Рівнина Везер-Аллер
* D34 Вестфальська низовина або Басейн
* D35 Нижньорейнська рівнина або Кельнська низовина